# 遠隔操作車両

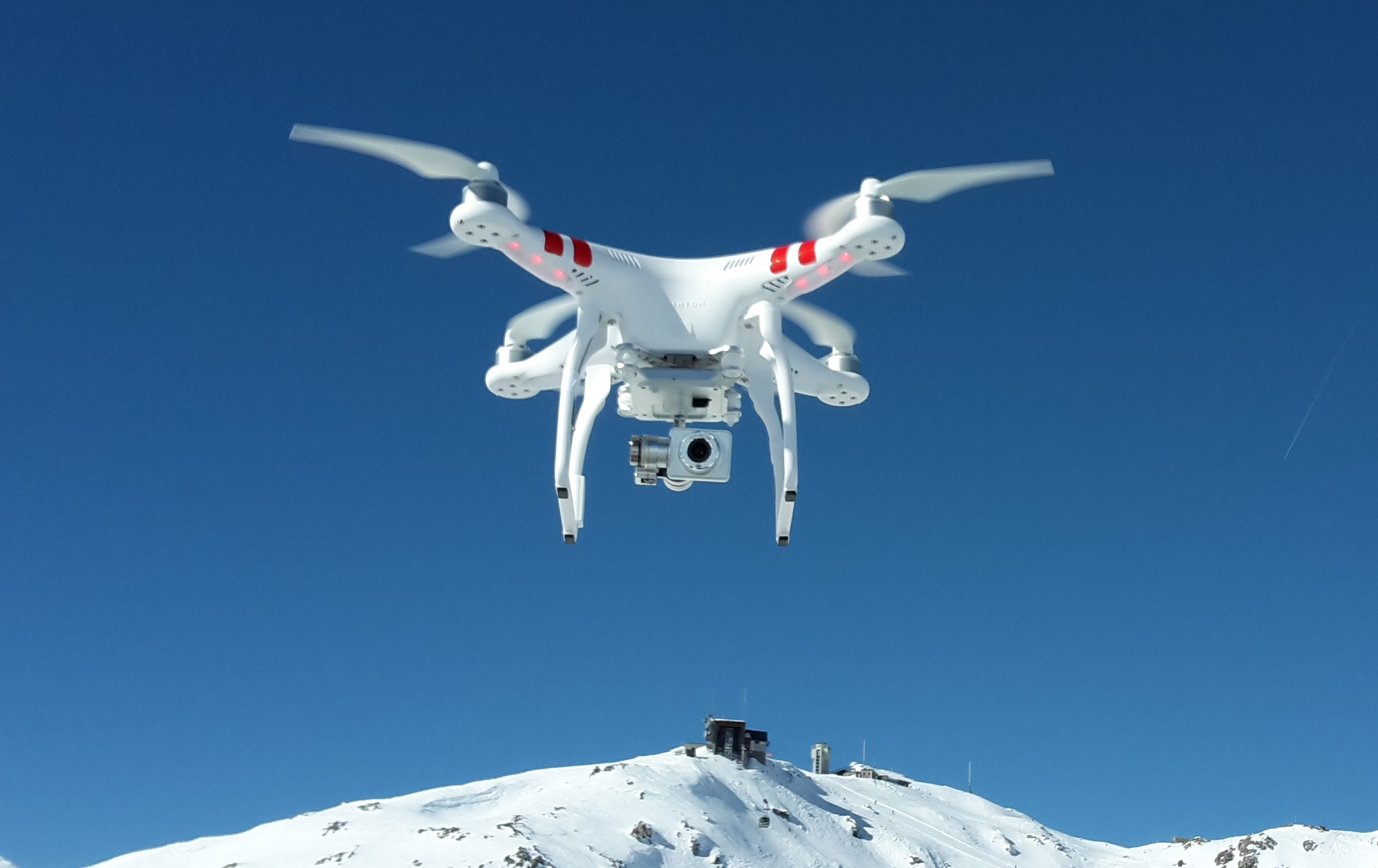
遠隔操作で空撮を行うドローン

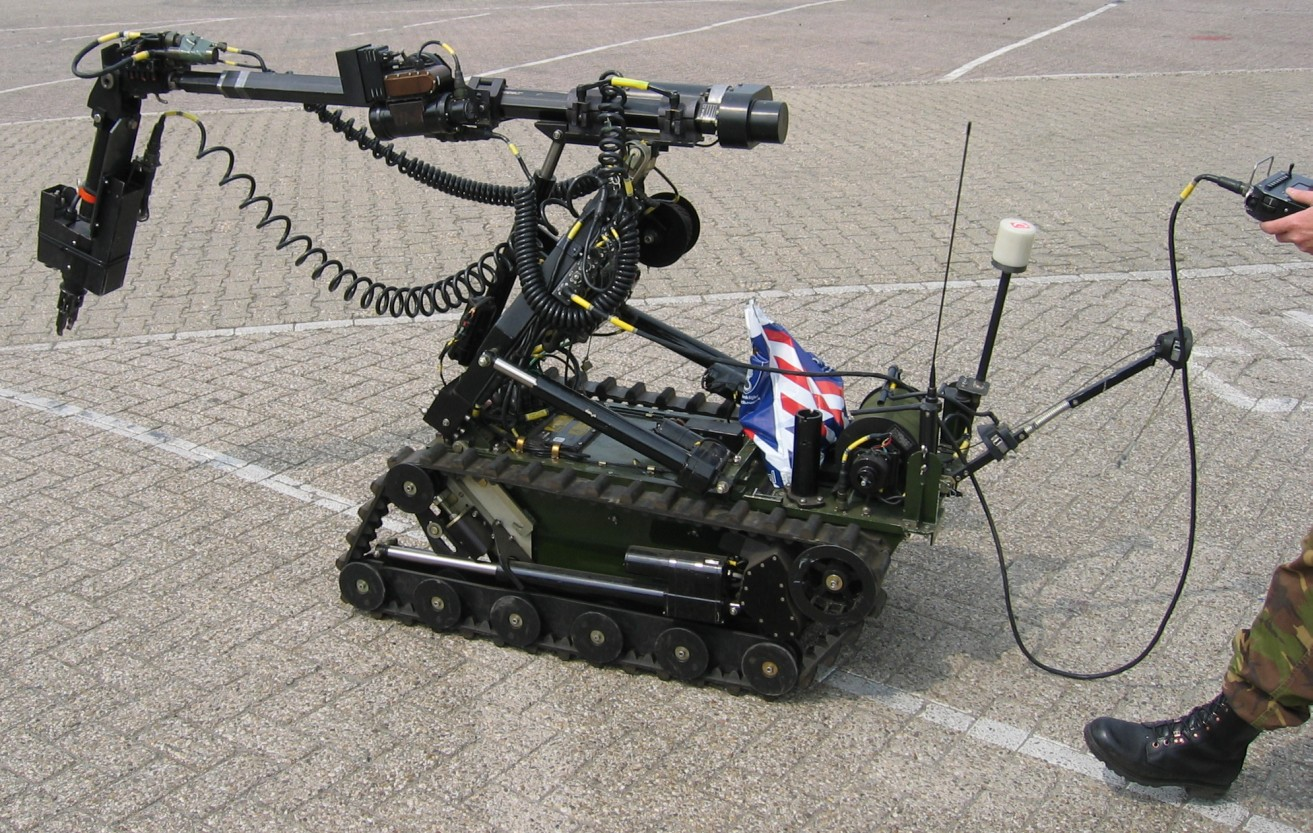
爆発物を除去するための遠隔操作車両

遠隔操作車両または遠隔操作機（英語: Remote-control vehicle）は、デバイス外部の操作で動きを制限しない手段によってテレオペレーションされる車両として定義される。多くの場合、ラジオコントロール、赤外線コントローラー、または有線ケーブルで接続された車両とコントローラーである。
離れた場所にいる無人機の遠隔操作は、無人機から送信される映像信号を複数のディスプレイあるいはFPVモニターやゴーグルで見ながら遠隔監視、操作を行う。

## 用途

### 科学
遠隔操作機には、危険な環境での操作、深海での作業、宇宙探査など、さまざまな科学的用途がある。

### 宇宙探査機
太陽系の他の惑星への宇宙探査機の大部分は遠隔操作機であり部分的には自律的であった。これらの装置の高度化により、有人宇宙飛行や探査の必要性についての議論が活発になっている。ボイジャー1号は、太陽系を離れる最初の宇宙船。スピリットとオポチュニティは、2004年1月3日以来、火星の表面に関する継続的なデータを提供している。

### 潜水艦
海洋研究開発機構のかいこうは、世界初の11,000メートル級ROV。ジェイソン (ROV)はウッズホール海洋研究所の無人深海探検機。スコーピオ (ROV)は、2005年8月7日にロシアのAS-28の乗組員を救助したイギリスの潜水艇。

### 軍と法執行機関
遠隔操作車両の軍事利用は、20世紀前半にまでさかのぼる。ジョン・ヘイズ・ハモンド・ジュニアは、1910年から船舶の無線制御方法を発明し特許を取得した。ソビエト赤軍は、1930年代の冬戦争と第二次世界大戦の初期段階で遠隔操作のテレタンクを使用した。赤軍には遠隔操作船と実験的な遠隔操作航空機も存在した。遠隔操作機は、同じ理由で法執行機関や軍事的関与で使用されている。車両の操縦者にとって危険負担が軽減され、比較的安全な場所から車両を制御する。遠隔操作車両は、多くの警察署の爆発物処理班で爆発物の解体または起爆させるために使用されている。
初期の無人航空機は限られた範囲で偵察任務のみ行っていたが、現在の無人航空機は能力が大幅に進化し、兵器のペイロードを解放する前に、それらが明確に識別されるまで可能なターゲットの周りをホバリングする。バックパックサイズの無人航空機は、地上部隊に地平線上の監視機能を提供する。

### レクリエーションと趣味
小型の遠隔操作機は、愛好家の間で長い間人気があり、これらの遠隔操作機は、価格と洗練度の点で幅広い範囲に及ぶ。ラジコン車両には多くの種類があり、オンロードカー、オフロードトラック、ボート、潜水艦、飛行機、ヘリコプター、ロボット等がある。また、ラジコン操縦は、ケーブルの長さによる走行距離の制限や、赤外線操縦のように赤外線ユニットを向き合わせる必要がないため、最も人気のある操縦方法である。